# Джон Робъртсън
Джон Робъртсън (John Neilson Robertson, роден 20 януари 1953 в Ъдингстън) е бивш шотландски футболист, играл за Нотингам Форест в най-успешните им сезони под ръководството на Брайън Клъф. Той отбелязва единствения и победен гол във финала на КЕШ през 1980 година срещу Хамбургер ШФ. Играл е също за националния отбор на Шотландия като отбелязва победни голове в мачовете срещу Англия (1981 година) и Нова Зеландия (Световно първенство в Испания 1982). Робъртсън подписва с Астън Вила на 4 януари 2006 година като асистент на Мартин О'Нийл.

## Кариера
Робъртсън е играл за различни училищни отбори и в юношеските формации на аматьорския отбор Дръмчапелс, отбор от село в централна Шотландия, от когото са започнали легенди като Сър Алекс Фъргюсън, Аса Хартфорд и Дейвид Мойс. През май 1970 се присъединява към Нотингам Форест и прави своя дебют през октомври. Скоро става ключов играч в тима. Има 243 изиграни срещи между октомври 1976 и декември 1980. Отбелязва победния гол от дузпа срещу Ливърпул в преиграването на финала за Карлинг къп. Вкарва и за победата срещу Хамбургер ШФ във финала на КЕШ през 1980 година. Допринася и за победата над ФК Малмьо през 1979, също финал на КЕШ. През 1983 година е продаден на Дарби Каунти. Там остава едва два сезона, след което отново се връща в Нотингам Форест. За кратко играе и за аматьорските ФК Корби Таун и ФК Грантъм Таун.

## Успехи
- Първенство на Англия
  -  Шампион (1): 1977-1978
  -  Вицешампион (1): 1978-1979
- Купа на Англия
  -  Носител (2): 1977-1978, 1978-1979
  -  Финалист (1): 1979/-1980
- Суперкупа на Англия
  -  Носител (1): 1978
- КЕШ
  -  Носител (2): 1978-1979, 1979-1980
- Суперкупа на УЕФА
  -  Носител (1): 1979